# Ivan Diviš

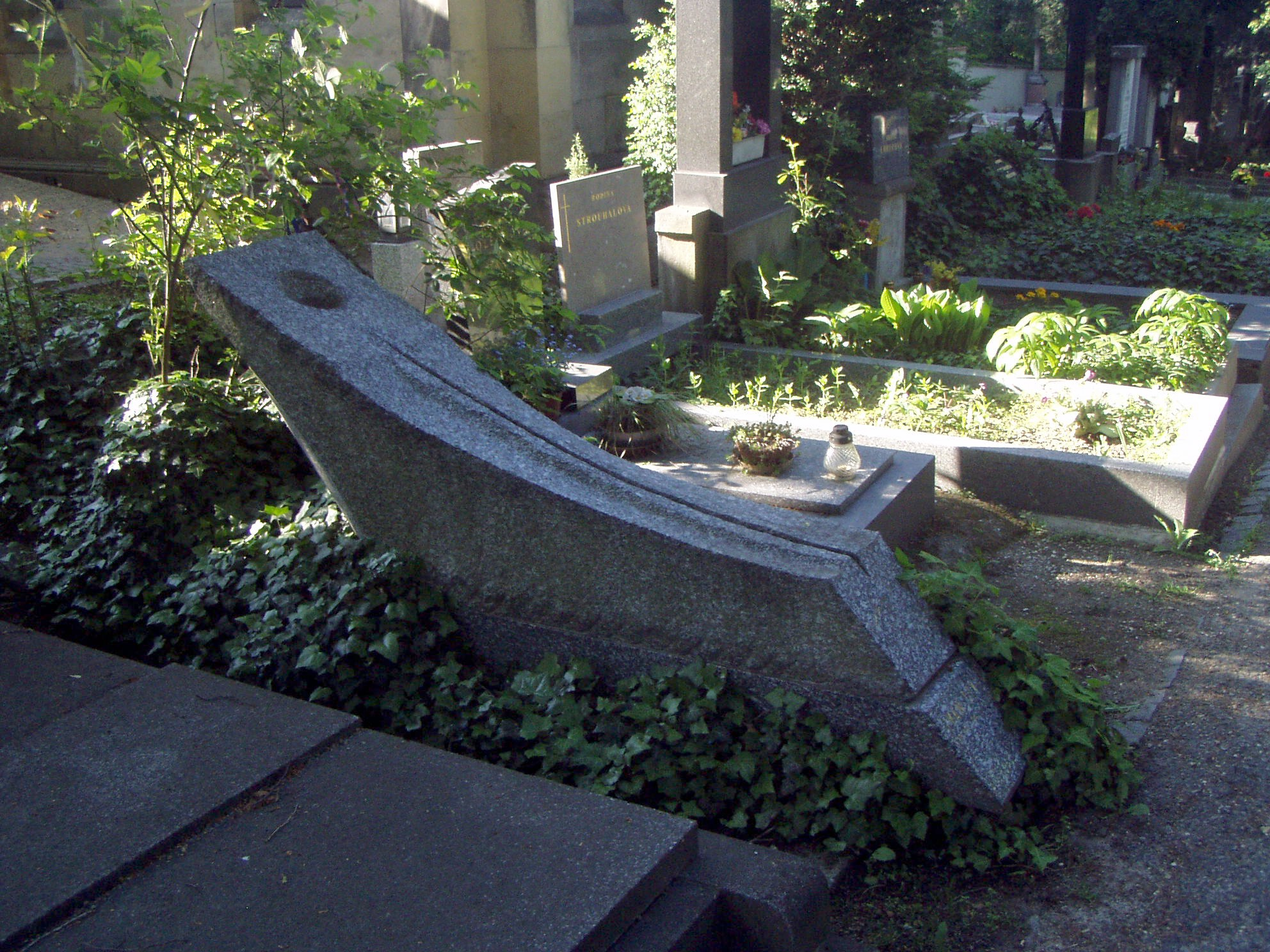
Hrob básníka Ivana Diviše na Břevnovském hřbitově v Praze. Náhrobní kámen vytvořil roku 2001 sochař Jan Koblasa

Ivan Diviš (18. září 1924 Praha – 7. dubna 1999 Praha) byl český básník a esejista. Je považován za jednoho z nejvýraznějších a nejoriginálnějších českých autorů 2. poloviny 20. století. Patří k básnické generaci, která začala psát za doby protektorátu.

## Život
Ivan Diviš se narodil 18. září 1924 v Praze do rodiny bankovního úředníka. V době 2. světové války studoval gymnázium. V období 1943–1946 se učil knihkupcem. Byl zadržen a vězněn gestapem. V letech 1945–1949 studoval filozofii a estetiku na Filozofické fakultě Univerzity Karlovy v Praze. Zpočátku byl zaměstnán v knihkupectví a nakladatelství Václav Petr. Na začátku 50. let působil jako editor v redakci Rudého práva. Později v 50. letech pracoval jako soustružník. V 60. letech se stal redaktorem v nakladatelství Mladá fronta. V roce 1964 konvertoval ke katolictví.
V roce 1969 emigroval do západního Německa. Stal se spolupracovníkem Rádia Svobodná Evropa se sídlem v Mnichově. Po sametové revoluci nadále setrvával v Německu, do Prahy se vrátil až v roce 1997, dle vlastního tvrzení pouze z ekonomických důvodů. Žil v domě v ulici Za Strahovem 21. Zemřel 7. dubna 1999 v Praze na následky pádu ze schodů ve vlastním domě.

## Divišova poetika
- Rozzlobený kritik moderního světa, prázdnoty bytí a společenských mechanismů
- Mnohoslovná, opak Skácela (úsporné, stručné), hodně veršů, tíhne k poemě, delší básně
- Rétorická (jako Majakovskij – obrací se na čtenáře, zvolání), sarkastická, vulgární prvky, úmyslně krkolomná slovní spojení a věty, využívá neologismů (jako u Holana, Weinera, Chlebnikova)
- Pozdním knihám vyčítána grafomanie, přílišná vulgarita

Dílo Ivana Diviše je interpretováno v knize Jiřího Zizlera Výstup na horu poezie (Host, 2013).

## Dílo

### Básnické sbírky
- Balada z regálu (1946, s Kamilem Bednářem a Václavem Bláhou)
- První hudba bratřím (1947)
- Uzlové písmo (1960)
- Rozpleť si vlasy (1961)
- Deník molekuly
- Eliášův oheň
- Morality
- Chrlení krve (1964)
- Umbriana (1965)
- Průhledná hlava (1965)
- V jazyku Dolor (1966)
- Povíme si to! (1967)
- Sursum (1967)
- Thanatea (1968)
- Noé vypouští krkavce (1975)
- Přece jen (1977)
- Křížatky (1978)
- Průvan (1978)
- Beránek na sněhu (1981)
- Odchod z Čech (1981)
- Žalmy (1986)
- Obrať koně! (1988)
- Moje oči musely vidět (1991)
- Jedna loď (Laura Blair) (1994)
- Tresty (1994)
- Kateřina Rynglová (1996)
- Češi pod Huascaránem (1998)
- Verše starého muže (1998)
- Poslední básně (2003)
- Obelst - Přece jen - Průvan (2006)

### Básničky pro děti
- Říkadla a kecadla, podtitul Pokusy pro děcka (2004, vydáno posmrtně)

### Další díla
- Teorie spolehlivosti (výbor 1972, kompletní 1994, rozšířené 2002) – soubor deníkových záznamů, poznámek, reflexí a sebereflexí, náčrtů básní apod. od 60. let do doby vydání. Této knihy si velice vážil, v dopise Ladislavu Vereckému píše: "Máš Teorii spolehlivosti? Nemít ji znamená asi tolik, co nemít tramvajenku nebo stranickou legitimaci. Straníci jezdí zadarmiko a navíc od konduktérů vyžadují hlubosklon a příslušnou devótnost."[2] Časopis A2 zařadil tuto knihu do českého literárního kánonu po roce 1989, tedy do výběru nejdůležitějších českých knih v období třiceti let od sametové revoluce.[3]
- Papouščí město (1988) – záznamy snů z let 1905–1987; druhé, doplněné vydání vyšlo pod názvem Noc, nebudeš se báti (1991)
- Návrat do Čech (2011) – dopisy z let 1990–1999
- Adresát Ladislav Verecký (2013) – původně pracovní korespondence redaktorovi nakladatelství Československý spisovatel z počátku 90. let
- Skála se sesouvá do bořeliska (2022) – výbor z korespondence z let 1969-1989 s básníkem Rio Preisnerem
- Mávám tomu dopředu všemi svými klobouky (2022) – vzájemná exilová korespondence s básníkem Petrem Králem
- Poslední průvodce Prahou (2023) – společně se spisovatelem Josefem Jedličkou vytvořený básnický slovník věnovaný Praze, původně plánovaný pro exilové nakladatelství Sixty-Eight Publishers

## Ocenění
- Cena Jana Zahradníčka (1987)
- Cena Jaroslava Seiferta (1988) za sbírku Žalmy
- Státní cena za literaturu (1995) za knihu Teorie spolehlivosti
- Medaile za zásluhy (1997)